# Pseudocyphomyia mimetica
Pseudocyphomyia mimetica är en tvåvingeart som beskrevs av Kertesz 1916. Pseudocyphomyia mimetica ingår i släktet Pseudocyphomyia och familjen vapenflugor. Inga underarter finns listade i Catalogue of Life.